# Soldaterkammerater på efterårsmanøvre
 Denne artikel omhandler filmen Soldaterkammerater på efterårsmanøvre. Opslagsordet har også en anden betydning, se Soldaterkammerater (flertydig).
Soldaterkammerater på efterårsmanøvre er en dansk film fra 1961.
- Manuskript Carl Ottosen og Henrik Sandberg.
- Instruktion Sven Methling jun.

## Medvirkende
- Carl Ottosen
- Ebbe Langberg
- Svend Johansen
- Louis Miehe-Renard
- Preben Kaas
- Klaus Pagh
- Ole Dixon
- Sigrid Horne-Rasmussen
- Mogens Brandt
- Jytte Abildstrøm
- Peter Kitter
- Christian Arhoff
- Jørgen Buckhøj
- Bertel Lauring
- Grethe Sønck
- Paul Hagen
- Anne Werner Thomsen

## Eksterne Henvisninger
- Soldaterkammerater på efterårsmanøvre på Internet Movie Database (engelsk)
- Soldaterkammerater på efterårsmanøvre på Filmdatabasen
- Soldaterkammerater på efterårsmanøvre på danskefilm.dk
- Soldaterkammerater på efterårsmanøvre på danskfilmogtv.dk
- Soldaterkammerater på efterårsmanøvre på The Movie Database (engelsk)